# Parasyntormon utahnum
Parasyntormon utahnum är en tvåvingeart som beskrevs av Van Duzee 1933. Parasyntormon utahnum ingår i släktet Parasyntormon och familjen styltflugor.
Artens utbredningsområde är Utah. Inga underarter finns listade i Catalogue of Life.